# Nate Newton
Pour les articles homonymes, voir Newton.
(en) Statistiques sur pro-football-reference
Nate Newton (né le 20 décembre 1961 à Orlando en Floride) est un joueur américain de football américain qui évoluait au poste de guard dans la National Football League (NFL). Il a un frère, Tim Newton, qui joué dans la NFL comme defensive tackle.
Ayant joué à l'Université A&M de la Floride, il ne trouve preneur lors de la draft de la NFL et tente sans succès de se faire une place avec les Redskins de Washington. Il joue deux ans dans la United States Football League avec les Bandits de Tampa Bay. Il retourne ensuite dans la NFL en signant avec les Cowboys de Dallas en 1986. Au début des années 1990, il est membre d'une ligne offensive dominante qui aide les Cowboys à remporter trois titres du Super Bowl en quatre ans. Sélectionné à 6 reprises au Pro Bowl, il joue 13 saisons avec les Cowboys avant de jouer sa dernière saison en 1999 avec les Panthers de la Floride.